# مايك ديانا
مايك ديانا (بالإنجليزية: Mike Diana)‏ هو فنان قصص مصورة أمريكي، ولد في 1969 في نيويورك في الولايات المتحدة.

## وصلات خارجية
- مايك ديانا على موقع إن إن دي بي (الإنجليزية)